# Pirttisaari (ö i Österbotten)
Pirttisaari är en ö i Finland. Den ligger i Ullava å och i kommunen Kronoby i den ekonomiska regionen  Jakobstadsregionen  och landskapet Österbotten, i den centrala delen av landet, 400 km norr om huvudstaden Helsingfors. Öns area är 0,6 hektar och dess största längd är 150 meter i öst-västlig riktning.  Pirttisaari ligger i Ullava å.